# Olcay Gür
Olcay Gür (27 marzo 1991) è un calciatore liechtensteinese, difensore del Ruggell.

## Carriera
Con la nazionale Under-21 del Liechtenstein ha preso parte a 5 partite di qualificazione all'Europeo di categoria del 2013.